# 奧西奧拉 (內華達州)
奧西奧拉（英語：Osceola）是位於美國內華達州白松縣的鬼鎮。

## 歷史
奧西奧拉的郵局於1878年設立，其後於1920年停運。

## 地理
奧西奧拉所處的海拔為高於海平面2191米（即7189英呎），而該地所採用的時區為UTC-8，即太平洋时区（PST）。同時該地設有夏令時間，為UTC-8調快一小時，即UTC-7（PDT）。